# Iqrit
Iqrit (en árabe إقرث) era una aldea cristiana palestina, de mayoría melquita (católicos griegos) ubicada 25 kilómetros (16 mi) al noreste de Acre, en la Galilea occidental. En octubre de 1948, en el contexto de la Nakba, los habitantes árabes palestinos de la aldea fueron expulsados por las fuerzas sionistas durante la guerra de Palestina de 1948, y el territorio más tarde pasó a formar parte del nuevo Estado de Israel. Todos sus habitantes cristianos palestinos se vieron obligados a huir al Líbano o a la aldea israelí de Rameh y, a pesar de la promesa de que regresarían en dos semanas, no se les permitió jamás regresar, puesto que el ejército israelí destruyó la aldea para impedir que fuese poblada de nuevo.
En 1951, en respuesta a una petición de los aldeanos de Iqrit, el Tribunal Supremo de Israel dictaminó que se permitiera a los antiguos residentes de la aldea regresar a sus hogares. Sin embargo, antes de que pudieran hacerlo, las Fuerzas de Defensa de Israel (FDI), a pesar de conocer la decisión del Tribunal Supremo, destruyeron Iqrit el día de Navidad de 1951. Los descendientes de los aldeanos mantienen un puesto de avanzada en la iglesia del pueblo y entierran a sus muertos en su cementerio. La Administración de Tierras de Israel ha impedido todos los intentos de cultivar sus tierras.

## Historia

### Antigüedad: sitios arqueológicos
Los cananeos erigieron una estatua para el dios Melqart de Tiro en el pueblo. La zona del pueblo contiene suelos de mosaico, restos de un lagar, tumbas excavadas en la roca, cisternas y herramientas de granito. Existen numerosos yacimientos arqueológicos en las inmediaciones de Iqrit. Iqrit se identifica con Yoqeret o Yokereth, un pueblo judío mencionado en el Talmud, lugar de origen de José de Yokereth (Talmud de Babilonia, Ta'anit, 23b).

### Período de las Cruzadas
Cuando los cruzados ocuparon Iqrit, la llamaron Acref, nombre que aún las tribus beduinas circundantes.

### Período otomano
Incorporada al Imperio Otomano en 1517 junto con toda Palestina, Iqrit figuraba en los registros fiscales de 1596 como parte de la nahiya (subdistrito) de Akka, bajo la jurisdicción de la Liwa de Safad. Tenía una población de 374 habitantes y una economía dependiente principalmente de la cría de cabras, colmenas y agricultura. Existía una prensa para aceitunas o uvas. En 1875, Victor Guérin pasó por el pueblo y constató que estaba habitado por maronitas y cristianos ortodoxos griegos. En 1881, el Survey of Western Palestine (SWP) del Fondo de Exploración de Palestina (PEF) lo denominó Akrith y lo describió como un pueblo de edificios de piedra situado sobre un tell, con tierras cultivables que incluían higos y olivos, una capilla moderna que atendía a una población cristiana de 100 personas y agua suministrada por tres manantiales y una docena de cisternas excavadas en la roca.

### Mandato británico
Al igual que otras aldeas de la zona, Iqrit estaba conectada a la carretera costera de Acre a Ras an-Naqura mediante una carretera secundaria que conducía a Tarbikha. En el censo de 1931, había 339 personas viviendo en 50 casas,  cifra que aumentó a 490 en las estadísticas de 1945, de las cuales 460 eran cristianos y 30 musulmanes.  Según un censo oficial de tierras y población, existía un total de 24.722 dunams de tierra (24.722.000 metros cuadrados). De esta superficie, 458 dunams eran plantaciones y tierras de regadío; 1.088 se destinaban al cultivo de cereales, mientras que 68 dunams eran terrenos urbanizados. En el momento de su desalojo en noviembre de 1948, había 491 ciudadanos en Iqrit, incluidos 432 melquitas (católicos griegos), que habitaban toda la zona de la aldea y los 59 musulmanes.
Solo una parte del terreno de la aldea estaba cultivada, y el resto estaba cubierto de robles, laureles y algarrobos. Para 1948, la aldea poseía unos 600 dunams (600.000 m²) de propiedad privada con higueras que abastecían a todos los habitantes de Iqrit y sus alrededores. Las higueras cubrían la colina de al-Bayad, y el resto de la tierra cultivada se destinaba al cultivo de lentejas, tabaco y otros árboles frutales.
El pueblo contaba con una escuela primaria privada administrada por la Arquidiócesis greco-católica y una gran iglesia melquita (greco-católica), esta última aún en pie. Había dos manantiales naturales, numerosos pozos y una gran alberca para recoger agua de lluvia. Existían numerosas eras, ubicadas principalmente entre los terrenos urbanizados del pueblo y el cementerio.

### Nakba

Aldeanos y soldados de las FDI en Iqrit, 3 de noviembre de 1948

Iqrit fue capturada el 31 de octubre de 1948 por la Brigada Oded de la Haganá durante la Operación Hiram, una ofensiva israelí que avanzó por la carretera costera hacia el Líbano. Iqrit y Tarbikha se rindieron y los aldeanos permanecieron en sus hogares. Iqrit y varias otras aldeas de la región pronto se vieron afectadas por una política conocida como "franja fronteriza sin árabes". Seis días después de su rendición, el 5 de noviembre de 1948, el ejército israelí ordenó a los aldeanos que se rindieran y se marcharan, declarando que serían devueltos en dos semanas, una vez concluidas las operaciones militares. Los residentes se marcharon, anticipando solo una ausencia temporal, como se les había prometido. Algunos fueron al Líbano y el ejército israelí transportó a la mayoría en camiones a Rame, una ciudad entre Acre y Safad.
Según el historiador israelí Benny Morris, los habitantes de Iqrit fueron expulsados directamente por el ejército israelí en noviembre de 1948, junto con los habitantes de Kafr Bir'im, Nabi Rubin y Tarbikha, "sin conocimiento, debate o aprobación del Gabinete - aunque, casi inevitablemente, esto recibió el respaldo del Gabinete post facto." Mientras que algunos de los antiguos habitantes de Iqrit se convirtieron en refugiados en el Líbano, la mayoría son ahora palestinos desplazados internos que también son ciudadanos de Israel.

### Lucha por el retorno

#### Sentencia del Tribunal Supremo de 1951
En 1951, Muhammad Nimr al-Hawari interpuso contra Israel la primera acción legal relacionada con el regreso de los aldeanos a sus hogares. Esto se hizo en nombre de cinco hombres, aldeanos de Iqrit y ciudadanos israelíes. El 31 de julio de 1951, los tribunales israelíes reconocieron los derechos de los aldeanos sobre sus tierras y su derecho a regresar a ellas. El tribunal declaró que la tierra no estaba abandonada y, por lo tanto, no podía ser puesta bajo la custodia de la propiedad de los ausentes.
En julio de 1951, los habitantes de Iqrit presentaron su caso ante el Tribunal Supremo de Israel, y el tribunal falló a favor del derecho a regresar a su aldea, "siempre que no se haya emitido un decreto de emergencia" en su contra. Tras esta sentencia, el gobierno militar emitió inmediatamente dicho decreto contra los evacuados de Iqrit. Los habitantes apelaron de nuevo ante el Tribunal Supremo y se programó que su caso fuera considerado el 6 de febrero de 1952.

#### Las FDI arrasan Iqrit
Dos meses después de que el Tribunal Supremo israelí fallara a favor de los residentes de Iqrit, el día de Navidad de 1951, las Fuerzas de Defensa de Israel (FDI) destruyeron la aldea, incluidas sus residencias e iglesias. Según el Informe de Washington sobre Asuntos de Oriente Medio, los soldados israelíes llevaron al jefe de la aldea de Iqrit a la cima de una colina cercana para obligarlo a observar cómo las tropas israelíes realizaban la demolición explosiva de cada casa de la aldea.

#### Veredicto de 1952 y expropiación
En su tercer veredicto, en febrero de 1952, el tribunal culpó a los aldeanos de depender de las promesas del gobernante militar de Galilea, en lugar de beneficiarse del remedio legal que les había dado el tribunal en su primer veredicto relevante. En 1955, se expropiaron 16.000 dunams en Ikrit para establecer asentamientos judíos. La expropiación se justificó con la "afirmación repugnante de que nadie había vivido allí durante dos años", según Zehava Galon.

#### Intentos de retorno: década de 1970-2010
En la década de 1970, los habitantes de Iqrit realizaron una serie de sentadas en la antigua iglesia de la aldea durante seis años, y el caso de Iqrit (y de Kafr Bir'im) recibió una cobertura frecuente de los medios de comunicación israelíes. Varias figuras prominentes de la cultura y el arte israelí apoyaron el movimiento para repatriar a los habitantes de Iqrit, y la empatía pública por su difícil situación fue generalizada. Si bien las autoridades israelíes reconocieron en principio el derecho de los habitantes a regresar, los funcionarios se resistieron a implementar este derecho. En 1972, la primera ministra israelí Golda Meir declaró:
No es solo la seguridad lo que impide una decisión oficial sobre Birim e Iqrit, sino el deseo de evitar sentar un precedente. No podemos permitirnos enredarnos cada vez más y llegar a un punto del que no podamos salir.
Meron Benvenisti señaló en 2000 que se ha argumentado que los habitantes de Iqrit y Birim no son los únicos ausentes en Israel, y por lo tanto, reconocer su derecho al retorno se percibe como un precedente peligroso que podría ser seguido por demandas similares de otras personas desplazadas. Sin embargo, Benvenisti argumentó en 2008 que podría ser un precedente positivo si se asignara a los habitantes de Iqrit la pequeña cantidad de tierra baldía que necesitan para establecer un asentamiento comunitario en su propia tierra.
En 2003, algunos habitantes de Iqrit recurrieron al Tribunal Supremo para facilitar su regreso a Iqrit, pero el tribunal rechazó la petición.

#### Desde 2010
En agosto de 2012, se celebró una gran manifestación en la ciudad de Haifa para exigir a Israel que concediera a los descendientes de los aldeanos de Iqrit y Kafr Bir'im el derecho a regresar a sus respectivas aldeas. Desde el último Campamento de Raíces  En 2012, un grupo de jóvenes de la aldea decidió quedarse allí y llevar una vida como habitantes normales; esto fue un acto de oposición a la continua desestimación del caso por parte del gobierno israelí.
En 2013, Gideon Levy y Alex Levac señalaron que «refugiados de tercera generación —15 jóvenes— han establecido un puesto de avanzada en la iglesia del pueblo; han estado viviendo aquí, sin ser detectados, durante más de un año». 
Iqrit es una de las aldeas palestinas demolidas por las que se han realizado Marchas del Retorno conmemorativas, como las organizadas por la Asociación para la Defensa de los Derechos de los Desplazados Internos.
Antes de la visita del Papa Francisco a la región en 2014, los habitantes de Iqrit le enviaron una carta pidiéndole que presionara a Israel para que les permitiera regresar. Al mismo tiempo, inspectores de la Administración de Tierras de Israel arrancaron árboles recién plantados y confiscaron equipos utilizados por los habitantes de Iqrit.
En abril de 2015, los ancianos de Iqrit se congregaron con las generaciones más jóvenes en la antigua iglesia de Santa María para la misa del Lunes de Pascua. Aymen Odeh, miembro de la Knéset y defensor de los aldeanos desde hace mucho tiempo, dijo que era hora de llevar el caso fuera del pueblo. «Necesitamos manifestaciones en plazas públicas y frente a la Knéset», declaró.

## En el marco del conflicto árabe-israelí

### Masacre de Múnich de 1972
El nombre operativo de la masacre de atletas israelíes en Múnich en 1972 fue dado por sus perpetradores, la Organización Septiembre Negro, "Iqrit y Bir'im", en honor a las dos aldeas galileas. 

### Incidente de guerra de 2023
El 26 de diciembre de 2023, durante la guerra de Gaza, un misil antitanque disparado por combatientes de Hezbolá desde el Líbano dañó un cobertizo en el recinto de la iglesia de Iqrit, pero no la iglesia misma. El civil octogenario que custodiaba la iglesia sufrió heridas leves. Mientras las tropas de las FDI y los servicios médicos trabajaban para evacuarlo, fueron alcanzados por nuevos misiles, lo que provocó nueve soldados heridos, uno de ellos de gravedad.

## Edificios actuales y uso del suelo

### Nuevas aldeas israelíes
Tras la guerra, la zona se incorporó al Estado de Israel y se establecieron allí varias aldeas judías nuevas, dos de ellas parcialmente en tierras de Iqrit: Shomera (1949; construida principalmente sobre las ruinas de Tarbikha) y Even Menachem (1960). Gornot HaGalil (1980) se construyó en las cercanías. En la entrada occidental de Iqrit, se encuentra actualmente un establo que pertenece al moshav de Shomera.

### Vestigios de Iqrit
La iglesia greco-católica melquita es el único edificio de Iqrit que se conserva en pie. El cementerio vallado, en la carretera del norte, recibe mantenimiento anual. Quedan escombros sin limpiar de las casas destruidas y hay huertos de higueras, uvas, almendros y olivos descuidados.

## Galería

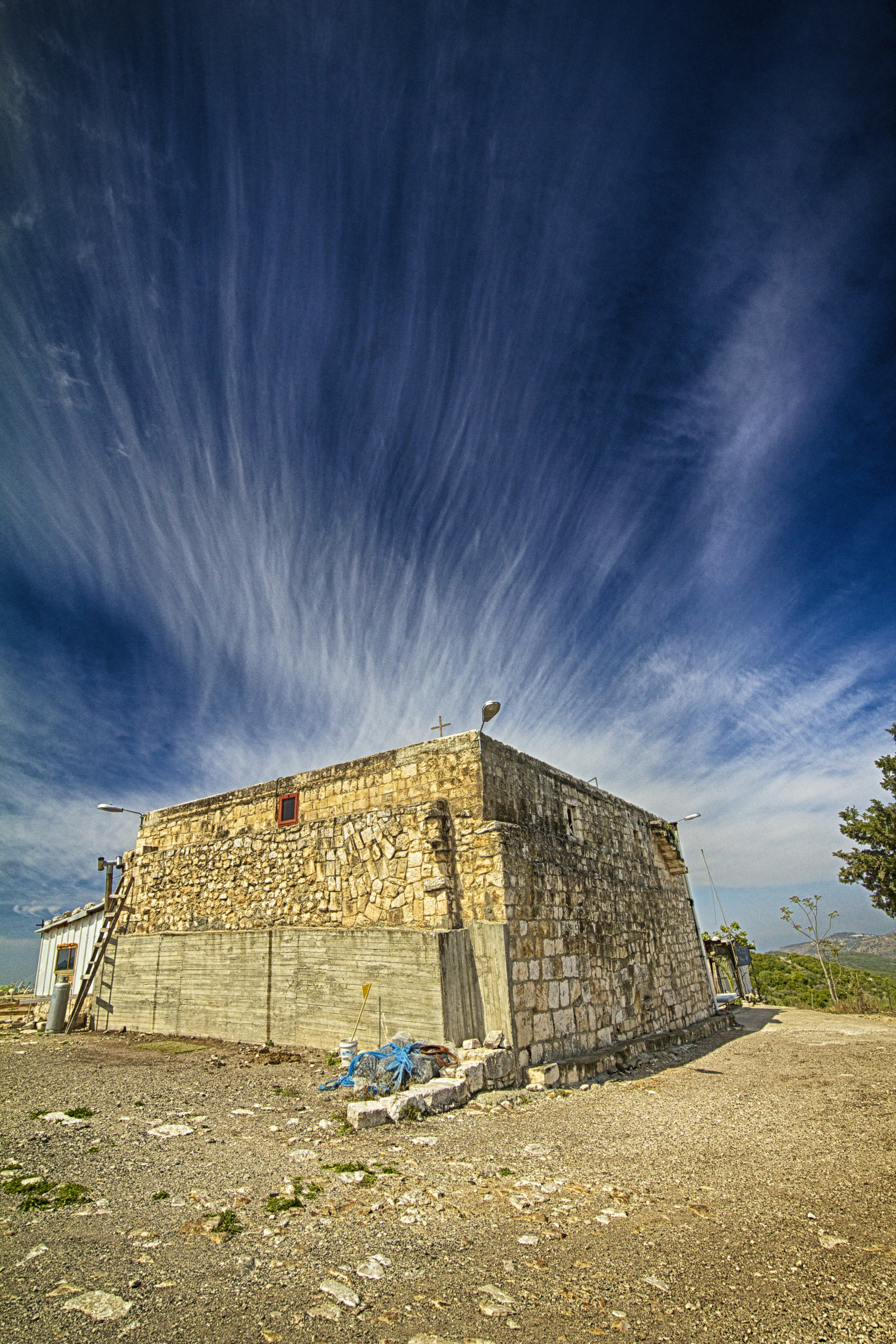
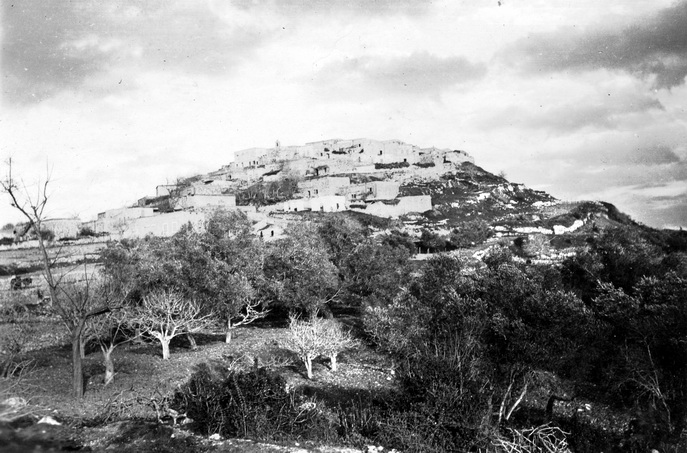
Iqrit 1939